# 通りゃんせ帰りゃんせ
「通りゃんせ 帰りゃんせ」（とおりゃんせ かえりゃんせ）は、小柳ルミ子の36枚目のシングル。1982年12月5日にSMS Recordsより発売された。

## 概要
表題曲「通りゃんせ 帰りゃんせ」は、同年10月から1983年5月までフジテレビ系列で放送された平岩弓枝ドラマシリーズ「嫁の座」の主題歌として使用され、B面曲「夢日記」は同ドラマの挿入歌として使用された。

## 収録曲
1. 通りゃんせ 帰りゃんせ（3分52秒）
作詞：岡田冨美子、作曲：小杉保夫、編曲：高田弘
2. 夢日記（3分21秒）
作詞：岡田冨美子、作曲：丹羽応樹、編曲：竜崎孝路